# Апостольский экзархат Харбина
Апостольский экзархат Харбина (лат. Exarchatus Apostolicus Harbinensis) — экзархат Российской грекокатолической церкви с центром в городе Харбин, Китай. Апостольский экзархат Харбина объединял русских католиков византийского обряда, проживавших в Харбине. Несмотря на то, что де-факто экзархат прекратил своё существование после Второй мировой войны, де-юре он не был ликвидирован и до сих пор кафедра апостольского экзархата считается вакантной.

## История
Община грекокатоликов из числа российских эмигрантов в Харбине возникла в 20-х годах XX век после перехода в католичество византийского обряда протоиерея Константина Коронина, его отца, протоиерея Иоанна Коронина и ещё трёх священников акт присоединения совершил Апостольский делегат в Китае архиепископ Константини. Они сформировали приход святого Владимира, которому было разрешено проводить богослужения по византийскому обряду в харбинском католическом храме св. Станислава.
20 мая 1926 года Папская комиссия Pro Russia издала декрет Fidelium Russorum, которым учредила апостольский экзархат для верующих Российской грекокатолической церкви, проживающих в Харбине. 6 ноября 1928 года в Харбин прибыл священник Фабиан Абрантович, который стал первым экзархом апостольского экзархата Харбина. С 1928-1929 гг. по 1948-1949 гг. при экзархате действовали лицей святого Николая, Колледж при Конвенте сестер-урсулинок в Харбине, Школа при Конвенте Сестер Францисканок-Миссионерок Пресвятой Девы Марии в Харбине, кроме того, под руководством иезитов, действовала Русская католическая миссия в Шанхае и образовательные и воспитательные учреждения при ней.  11 октября 1937 года в Харбине был открыт новициат мужской монашеской конгрегации мариан византийского обряда. C 14 октября 1931 года Экзархатом издавался Католический вестник Русской епархии византийско-славянского обряда в Маньчжурии.
В 1928 году харбинский приход насчитывал 18 человек, а в 1935 году количество мирян составляло уже более 150 человек. Клир экзархата насчитывал 5 священников, 1 иеродиакона, 4 монахов и 26 монахинь. На содержании прихода находилось более 500 русских детей, учившихся в Лицее св. Николая, Колледже при Конвенте сестер-урсулинок в Харбине и Школе при Конвенте Сестер Францисканок-Миссионерок Пресвятой Девы Марии в Харбине.
В 1939 году Фабиан Абрантович отправился в Рим для visita ad limina, после чего побывал в монастырях своей монашеской конгрегации в Польше, Литве и Латвии. После начала Второй мировой войны Фабиан Абрантович был арестован НКВД. В 1942 году его приговорили к десяти годам лагерей и умер в заключении в 1946 году.
В 1948 году апостольский экзархат Харбина насчитывал около 500 верующих. После прихода к власти в Китае коммунистов начались репрессии и массовый отъезд из Харбина русского населения, которое переезжало в основном в США, Австралию и Южную Америку. 22 декабря 1948 года преемник Фабиана Абрантовича экзарх Андрей Цикото вместе с другими священниками был арестован китайскими властями. Они были депортированы в Советский Союз, где содержались в Чите. В 1949 году все священники были приговорены к 25 годам исправительно-трудовых работ. Экзарх Андрей Цикото скончался 13 февраля 1953 года в лазарете Озерлага возле Тайшета.
Продолжением традиций русского грекокатоличества Харбина стали приходы Св. Николая в Мельбурне, св. Михаила в Нью-Йорке, свв. Петра и Павла в Буэнос-Айресе, Храм Благовещения Божией Матери (Сан-Паулу) и др.

## Ординарии экзархата
- архимандрит Фабиан Абрантович M.I.C.[8] (31.05.1928 — 1939)
- священник Косма Найлович - временно исполняющий обязанности администратора
- архимандрит Андрей Цикото M.I.C. (20.10.1939 — 13.02.1953);
- вакансия (С 1953 по настоящее время).